# Vasile Varga
Vasile Varga (n. 14 martie 1921, satul Ususău, județul Arad - d. 22 iunie 2005, Lipova) a fost un pictor român.

## Tinerețea
Vasile Varga s-a născut la data de 14 martie 1921, în satul Ususău (județul Arad). Își petrece copilăria la Săvârșin și la Păuliș, unde își manifestă primele daruri artistice, remarcate de învățătorul Teodor Neagu. În anii de liceu la Arad, întâlnirea cu pictorul Cornel Minișan și îmbărbătările profesorilor îi dezvăluie chemarea pentru artă, bunăoară pentru grafică și pictură: repartizat militar la București, frecventează muzeele Toma Stelian și Krikor Zambaccian, și urmează cursurile lui George Oprescu. 
După al doilea război mondial este admis la Școala superioară de Arte din București unde expune începând din anul 1951; în 1953 este admis în Uniunea Artiștilor Plastici.

## Cariera
Vasile Varga își desfășoară cariera la București, împreuna cu soția sa, critica de artă și autoarea mai multor cărți de specialitate Eleonora Costescu.

### Expoziții
- 1953, cu grupul "Ion Andreescu", sala "Dalles", București
- 1956, cu alți acuareliști români, la Viena, Austria
- 1968, Galeria UAP din București
- 1968, cu alți pictori români, la Frankfurt am Main, Germania
- 1969, cu alți pictori români, la Lüdenscheid, Germania
- 1969, cu alți pictori români, la Moscova și la Tallinn, URSS
- 1970, Muzeul județean Suceava, cu Paul Gherasim
- 1970, cu alți pictori români, la Beirut, Liban
- 1972, cu alți pictori români, la Freiburg im Breisgau și la Bamberg, Germania
- 1973, Muzeul Satului, București, cu Paul Gherasim
- 1974, cu alți pictori români, la Piestany, Cehoslovacia
- 1976, la Galeria Nouă, București, cu tema "Arta și Natura"
- 1978, la galeria Orizont, București
- 1978, la galeria Bastion, Timișoara, cu Paul Gherasim
- 1979, la galeria Bastion, Timișoara și la galeria "Alfa", Arad
- 1980, Muzeul județean Râmnicu Vâlcea, cu Paul Gherasim și la Muzeul orașului din Lipova, Arad
- 1981, Muzeul orașului din Lipova, Arad
- 1982, la Sibiu, cu tema "Geometrie și sensibilitate"
- 1988, la Căminul Artei, București, cu Grupul Prolog
- 1991, la Căminul Artei, București, cu Grupul Prolog
- 1992, la galeria "Catacomba", București, cu Grupul Prolog
- 1994, la galeria "Catacomba", București, cu tema "Omagiu lui Eminescu"
- 1994, la fundația culturală "George Călinescu", Onești
- 1996, la galeria "Catacomba", București, cu grupul "Prolog", și la galeria "Delta", Arad.

### Organizator de tabere și simpozioane artistice
Vasile Varga, împreună cu Eleonora Costescu, au organizat astfel de manifestări, menite să provoace întâlniri și schimburi sufletești între artiști, în:
- 1971 la Turnu Severin
- 1975 și 1976 la Reșița
- 1977 și 1978 la Deva
- 1980 la Râmnicu Vâlcea
- 1982 la Buzău pentru centenarul lui Ion Andreescu
- 1992 la Târgoviște pentru cei 120 de ani de la nașterea lui Gheorghe Petrașcu
- 1994 la Onești

### Publicații
- Nicolae Grigorescu (Ed. Meridiane, 1973)
- Ion Andreescu (Ed. Meridiane, 1978)
- Spații Mănăstirești (despre plasticianul Florian Liber, Ed. Ioan Slavici, Arad, 1998) ISBN 973-98196-9-9

Înafara acestor cărți, Vasile Varga, împreună cu Eleonora Costescu, a scris zeci de articole în diferite publicații, periodice (Luceafărul, România literară și altele) sau nu (ghiduri ale muzeelor de artă din Arad, Lipova, Suceava, Craiova, Muzeele Simu și Național de Artă din București, cataloage de expoziții ș.a.m.d.)

### Distincții
- 1960: Meritul cultural clasa V
- 1971: Steaua României clasa V

## Citate
- A trăi cu o critică de artă zi de zi este cea mai bună școală artistică, nu-ți poți permite să te mulțumești cu aproximații.
- Noi n-am avut mari probleme cu regimul. Am evitat sa fim prea "pentru" sau prea "contra", ne-am adresat sufletelor din oameni, prin artă mai mult decât prin cuvinte, fără să ne oprim la situațiile aparente. Cine avea simțuri să simtă, simțea...
- Spiritul artistic mi se pare, azi, foarte împovărat de tehnicile multiplicării și transmiterii la distanță a imaginilor: centrarea întregii ființe umane pe activitatea gândirii, în disprețul și deriva simțirii, mi se pare a fi cauza unui mare dezechilibru...

## Sursă
1. ↑  Vasile Varga, RKDartists, accesat în 9 octombrie 2017
2. 1 2  IdRef, accesat în 8 martie 2020